# Bisdom Guarenas
Het bisdom Guarenas (Latijn: Dioecesis Guarenensis) is een rooms-katholiek bisdom met als zetel Guarenas, in Venezuela. Het bisdom is suffragaan aan het aartsbisdom Caracas. 

## Geschiedenis
Het bisdom werd opgericht op 30 november 1996, uit delen van het bisdom Los Teques.

## Parochies
Het bisdom had in 2021 een oppervlakte van 5.186 km2 en telde 702.530 inwoners waarvan 94,9% rooms-katholiek was.

## Bisschoppen
- Gustavo García Naranjo (30 november 1996 - 11 december 2020)
- Tulio Luis Ramírez Padilla (11 december 2020 - heden)

## Galerij van afbeeldingen

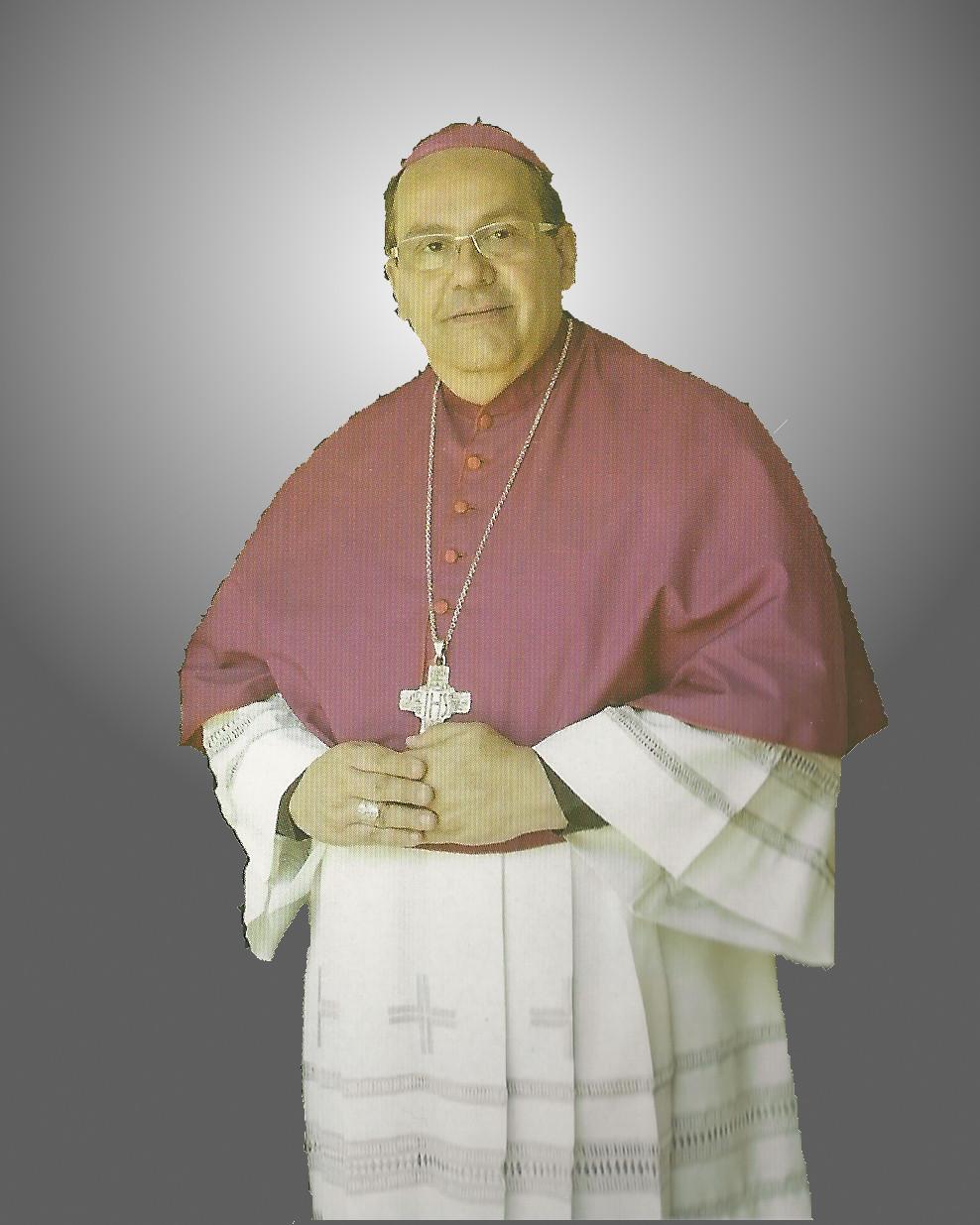
Bisschop Tulio Luis Ramírez Padilla (2020-heden)

Caracas (aartsbisdom) · Guarenas · La Guaira · Los Teques · Petare